# Долње Орешани
Долње Орешани (слч. Dolné Orešany) насељено је мјесто са административним статусом сеоске општине (слч. obec) у округу Трнава, у Трнавском крају, Словачка Република.

## Становништво
| Година:    | 1994. | 2004.   | 2014.   | 2024.    |
| ---------- | ----- | ------- | ------- | -------- |
| Број људи: | 1178  | 1196    | 1275    | 1430     |
| Разлика:   |       | +1,52 % | +6,60 % | +12,15 % |

| Година:    | 2023. | 2024.   |
| ---------- | ----- | ------- |
| Број људи: | 1429  | 1430    |
| Разлика:   |       | +0,06 % |

Према подацима о броју становника из 2024. године насеље је имало 1430 становника.